# Demonisering
Demonisering innebär ombeskrivning av polyteistiska gudar som onda, lögnare och demoner av andra religioner. Vanligtvis från monoteistiska och henoteistiska.
Betydelsen av termen har på senare tid utökats till att innefatta en ofta irrationell avhumaniserande beskrivningar av individer, grupper eller politiska organisationer, dels inom mer auktoritärt styrda samhällen, t.ex. judarna i Nazityskland (och, i mindre utsträckning, i stora delar av Europa långt dessförinnan) och, efter krigsslutet, av nazistiska profiler och organisationer. En svensk historiker som argumenterat mot efterkrigstidens demonisering av Adolf Hitler och nazismen är Bengt Liljegren, med motiveringen att demonisering, till skillnad från förnuftsbetonat fördömande och debatt, stänger dörrarna för argumentation och en förnuftsbetonad, kontinuerlig diskussion om kontroversiella ämnen.